# Џони Бакланд
Џонатан Марк „Џони“ Бакланд (енгл. Jonathan Mark "Jonny" Buckland; Лондон, 11. септембар 1977) је енлглески музичар и соло гитариста групе Колдплеј.

## Рани период живота
Џони је рођен у лондонској општини Ислингтон, у Лондону, и ту је живео до своје четврте године када се његова породица преселила у Пантимвин, у Северни Велс. Његов брат Тим охрабрио га је да свира гитару са једанаест година. Ишао је у Хет основну школу после које је ишао у Алун средњу школу у Велшком граду Молду. После средње школе, уписао је астрономију и математику на Лондонском Универзитету (енгл. University College London. Ту је упознао Криса Мартина, Вила Чемпиона и Гаја Беримана, са којима је формирао бенд Колдплеј. Док је студирао, заједно са Крис Мартином је радио као школски домар.

## Каријера
Бакланд има веома занимљив начин свирања и аранжирања. Често зна да користи разне додатке у прављењу звукова на гитари па и „слајд“. Због своје занимљиве технике, често га пореде са гитаристом групе „U2“ Еџом.
Заједно са Крисом Мартином се појавио у филму Шон живих мртваца и у албуму Slideling, од Ијана Меккулоха (енгл. Ian McCulloch).

## Приватан живот
Џони је 2007. године добио ћерку са Клои Еванс (енгл. Chloe Evans). Дали су јој име Вајолет (енгл. Violet, прим. прев. љубичица). Две године касније, 2009. године, ступио је у брак са Клои. 2011. године, добио је и друго дете, сина, којем је дао име Јона (енгл. Jonah, прим. прев. „баксуз“). Тренутно живи у Лондону.
Дуго је био вегетаријанац све до једнога дужег боравка у Јапану.
Крис Мартин га, пре великих соло тачака на концертима, најчешће ословљава са „Џони Бој“ (енгл. "Jonny Boy"). Једном је и рекао:
„Не би било Колдплеј музике без Џонија Бакланда.“
Често се на концерту издвоје и заједно солирају и најчешће се заједно појављују на интервјуима и у телевизијским емисијама, што показује њихову блискост. Бакланд је и Крисов кум.
Његов брат, Тим, и његов бенд, „Домино стејт“ (енгл. „The Domino State“), дао је велику подршку Колдплеју на концерту у децембру 2008. године, у О2 арени.
Велики је фан фудбалског клуба ФК Тотенхем хотспер.